# Höfner (Musikinstrumente)
Die Karl Höfner GmbH & Co. KG ist ein deutsches Unternehmen, das Zupf- und Streichinstrumente herstellt. 

## Geschichte

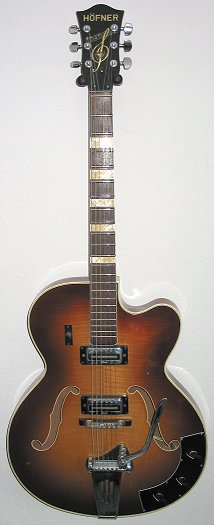
Höfner Semiakustik-Gitarre 60er Jahre

Das Unternehmen wurde im Dezember 1887 von dem Gitarren- und Geigenbauer Karl Höfner (* 1864; † 1955) gegründet und hatte seinen Sitz in Schönbach (heute Luby in Tschechien). Anfang des 20. Jahrhunderts stieg das Unternehmen zum größten Hersteller von Streich- und Zupfinstrumenten im deutschsprachigen Raum auf und ist seitdem international bekannt.
1919 und 1921 traten Karl Höfners Söhne, Josef und Walter, dem Unternehmen bei.
In den 1910er und 1920er Jahren wurde die Akustikgitarre (Konzertgitarre) in das Produktionsportfolio aufgenommen. Auf diesem Sektor wurde die Höfner GmbH marktführend. 1937 hatte die Firma bereits etwa 337 Mitarbeiter. Als Folge des Zweiten Weltkriegs und der Vertreibung aus dem Sudetenland wurde der Unternehmenssitz nach einem ersten Neustart 1948 in Möhrendorf (Bayern) 1950 nach Bubenreuth in Bayern verlegt.

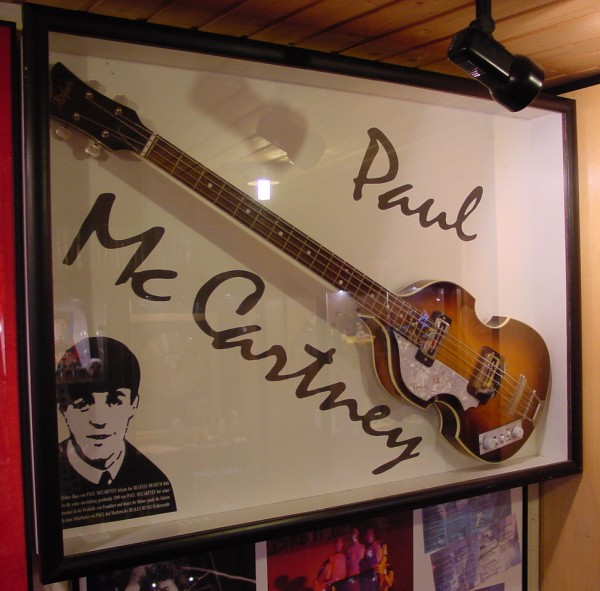
Der „Beatle-Bass“

Mitte der 1950er Jahre wurde die Idee eines Halbresonanz-E-Bass umgesetzt. Dieser Bass, der unter dem Modellnamen Höfner 500/1 bis in die Gegenwart von Höfner produziert wird, wurde unter dem inoffiziellen Beinamen Beatle-Bass bekannt, weil Paul McCartney seit Anfang seiner Karriere als Bassist der Beatles auf diesem Modell von Höfner spielte und heute noch spielt. Dieses Instrument machte die Höfner GmbH zu einem der gefragtesten Hersteller von E-Bässen. (Die Form wurde gelegentlich mit dem Gibson-„Violinbass“ EB-1 verglichen; dieser ist jedoch als Massivholzinstrument völlig anders gebaut.)
Nachdem das Familienunternehmen Höfner 1994 in die Boosey & Hawkes Group eingegliedert wurde, ein britisches Traditionsunternehmen, das sowohl auf dem Gebiet der Musikvermarktung als auch im Instrumentenbau tätig war, wurden große Summen in die Modernisierung der Produktionstechnologie bei Höfner investiert. 1997 wurde das seit 1964 bestehende Zweigwerk im benachbarten Hagenau durch einen Neubau erweitert und der Firmensitz des Unternehmens von Bubenreuth dorthin verlegt.
Gerhilde Höfner, verheiratete Benker, trat 1957 in die Firma ein; ebenso 1963 ihr Ehemann Christian Benker und beide leiteten das Unternehmen. 1982 trat dann auch ihre Tochter Birgitt Lichthardt der Firma bei.
Im Jahr 2003 wurde die Höfner GmbH von dem Unternehmen The Music Group übernommen, als sich die Boosey & Hawkes Group von der Sparte Instrumentenbau trennte. 2004 wurde Höfner im Wege eines Management-Buy-outs unter der Leitung von Klaus Schöller und Ulrike Schrimpff als Firma Karl Höfner GmbH & Co. KG wieder zu einem unabhängigen Familienunternehmen.
Neben den bei Höfner in Deutschland gebauten Modellen gibt es mittlerweile sehr preiswerte Höfner-Gitarren und Bassgitarren, welche in China (HCT-Serien) und Indonesien (Ignition-Serien) hergestellt werden. Alle Instrumente behalten hierbei ihren Namen, bis auf die Verithin Hollow-Body-E-Gitarre, die dann als Verythin vermarktet wird.